# Frank Peters (Basketballspieler)
Frank Peters (* 29. Dezember 1966 in Leverkusen) ist ein ehemaliger deutscher Basketballspieler.

## Werdegang
Peters stand in den Spieljahren 1985/86 sowie 1995/96 im Aufgebot von Bayer 04 Leverkusen, trug zum Gewinn der deutschen Meisterschaften 1986 und 1996 sowie des DBB-Pokals 1986 bei. Er kam für die Mannschaft auf insgesamt 23 Einsätze in der Basketball-Bundesliga, in denen er 24 Punkte erzielte. Der 1,96 Meter große Flügelspieler stand im Laufe der Saison 1995/96 in vier Begegnungen der Europaliga auf dem Feld, traf mit Leverkusen auf die Spitzenmannschaften ZSKA Moskau, Benetton Treviso und Ülker Istanbul.
Als Trainer war Peters beim Leichlinger TV tätig.